# Formación Winton
La formación Winton es una formación geológica del Cretácico en el centro-oeste de Queensland, Australia. Tiene una edad entre el albiense tardío y el turoniense, por lo que se extiende a ambos lados del límite entre Turoniano y Cenomaniano.

## Descripción
La formación es una unidad de roca que cubre grandes áreas del centro-oeste de Queensland. Se compone de rocas sedimentarias como areniscas, limolitas y arcilloso. Los sedimentos que componen estas rocas representan los remanentes de las llanuras fluviales que llenaron la cuenca dejada por el mar de Eromanga, un mar interior que cubrió gran parte de Queensland y Australia central al menos cuatro veces durante el Cretácico Inferior. Grandes ríos serpenteantes, estanques forestales y pantanos, arroyos, lagos y estuarios costeros dejaron diferentes tipos de sedimentos.
En algunas áreas, la formación Winton tiene más de 400 metros de espesor. Para traer consigo una cantidad tan grande de sedimentos, los ríos que fluían a través de estas llanuras deben haber sido comparables en tamaño a los actuales ríos Amazonas o Misisipi. A medida que se introducían más y más sedimentos, los márgenes del mar interior se contraían lentamente. Hace unos 95 millones de años, la deposición se completó y el mar interior nunca se volvería a ver.
En virtud de su edad y las condiciones ambientales bajo las cuales se depositaron las rocas que la componen, la formación Winton representa una de las fuentes más ricas de fósiles de dinosaurios en Australia.

## Contenido fósil

### Crocodiliformes
| Crocodiliformes de la formación Winton | Crocodiliformes de la formación Winton | Crocodiliformes de la formación Winton                             | Crocodiliformes de la formación Winton |
| Taxa                                   | Especies                               | Material                                                           | Imagen                                 |
| -------------------------------------- | -------------------------------------- | ------------------------------------------------------------------ | -------------------------------------- |
| Isisfordia                             | I. Duncani                             | Esqueleto casi completo y cráneo parcial, referido cráneo completo |                                        |

### Dinosaurios
| Dinosaurios de la formación Winton | Dinosaurios de la formación Winton | Dinosaurios de la formación Winton | Dinosaurios de la formación Winton | Dinosaurios de la formación Winton |
| Taxa                               | Especies                           | Material | Notas | Imagen                             |
| ---------------------------------- | ---------------------------------- | --- | --- | ---------------------------------- |
| Australotitan                      | A. cooperensis                     | Esqueleto parcial | Saurópodo extremadamente grande, el más grande de los cuales es de Australia.                                                                            |                                    |
| Australovenador                    | A. wintonensis                     | Esqueleto parcial | Terópodo megaraptor depredador ligero de 6 metros (19,7 pies) de largo.                                                                                  |                                    |
| Austrosaurus                       | A. mckillopi                       | | |                                    |
| Wintonotitan                       | W. wattsi                          | Esqueleto parcial | Saurópodo titanosaurio herbívoro gigante. |                                    |
| Diamantinasaurus                   | D. matildae                        | Esqueleto parcial | Saurópodo titanosaurio herbívoro gigante y robusto de unos 15-16 metros (16,4-17,5 yd) de longitud.                                                      |                                    |
| Savannasaurus                      | S. elliotorum                      | Esqueleto parcial | Saurópodo titanosaurio herbívoro gigante de unos 15 metros (16,4 yd) de longitud.                                                                        |                                    |
| Wintonopus                         | Indeterminado                      | Icnofósil | |                                    |
| Ornitópoda                         | Sin describir                      | Un cráneo y una mandíbula casi completos y al menos tres esqueletos postcraneales parciales                                                                                              | De cuerpo pequeño, recuperado como parte de un clado diverso de ornitópodos de Gondwana que incluye taxones de Australia, América del Sur y la Antártida |                                    |
| Titanosauriformes                  | Sin describir                      | Cráneo parcial, que consta de una caja craneana, cuadrados, cuadratoyugales, un escamoso izquierdo, postorbitales y varios elementos no preparados, asociados con una extremidad trasera | |                                    |
| Neornithischia                     | Indeterminado                      | Diente | |                                    |
| Saurischia                         | Indeterminado                      | | |                                    |
| Sauropoda                          | Indeterminado                      | Pistas | |                                    |
| Anquilosaurios                     | Indeterminado                      | Tres dientes aislados del maxilar derecho y dentario izquierdo y derecho | |                                    |

### Pterosaurios
| Pterosaurios de la formación Winton | Pterosaurios de la formación Winton | Pterosaurios de la formación Winton                                                                                            | Pterosaurios de la formación Winton | Pterosaurios de la formación Winton |
| Taxa                                | Especies                            | Material | Notas                               | Imagen                              |
| ----------------------------------- | ----------------------------------- | --- | ----------------------------------- | ----------------------------------- |
| Ferrodraco                          | F. lentoni                          | Porción anterior de un cráneo y dentario, cráneo anterior y fragmentos dentarios, ala parcial, centros vertebrales cervicales. | Anhanguerian                        |                                     |